# Teloneo
Il teloneo o telonio era un'imposta indiretta che colpiva il transito o la circolazione delle merci di consumo.

## Storia

### Antichità
Nell'antica Grecia il termine era utilizzato per indicare genericamente un'imposta; il termine infatti deriva dal greco teloneum che indicava gli esattori delle imposte.
Nell'Impero romano indicava un pedaggio posto lungo i ponti, le strade o nei porti. Più generalmente si chiamavano così le imposte indirette sulle merci e sui beni di consumo, la cui ripartizione era stabilita dai proconsoli di anno in anno.

### Medioevo
Nel Regno franco questo tipo di tassa garantiva ancora ampi profitti e veniva riscosso da appositi funzionari detti teloneaorii. Secondo Henri Pirenne la loro importanza è testimone della persistenza dei commerci nell'Europa tardoantica, la cui decadenza sarebbe iniziata solamente con l'espansione islamica nel VII secolo.
Nel medioevo i telonei erano dazi commerciali, come la decima e il portorium, da pagare al transito dei valichi alpini, oppure il ripatico riscosso nei porti per lo scalo delle merci. A partire dall'età carolingia i telonea, assieme ai diritti di mercato, venivano concessi dall'autorità regia ai vescovi cittadini; questi dazi commerciali garantivano ai vescovi, e dunque alle città, consistenti proventi di natura pubblica.